# إمبرس (ألبرتا)
إمبرس (بالإنجليزية: Empress, Alberta) هي قرية تقع في كندا في ألبرتا. يقدر عدد سكانها بـ 188 نسمة ومساحتها 1.75 كم2 وترتفع عن سطح البحر 615 متر.

## المناخ
يظهر الجدول التالي التغييرات المناخية على مدار السنة لإمبرس:
| البيانات المناخية لـإمبرس         | البيانات المناخية لـإمبرس | البيانات المناخية لـإمبرس | البيانات المناخية لـإمبرس | البيانات المناخية لـإمبرس | البيانات المناخية لـإمبرس | البيانات المناخية لـإمبرس | البيانات المناخية لـإمبرس | البيانات المناخية لـإمبرس | البيانات المناخية لـإمبرس | البيانات المناخية لـإمبرس | البيانات المناخية لـإمبرس | البيانات المناخية لـإمبرس | البيانات المناخية لـإمبرس |
| الشهر                             | يناير                     | فبراير                    | مارس                      | أبريل                     | مايو                      | يونيو                     | يوليو                     | أغسطس                     | سبتمبر                    | أكتوبر                    | نوفمبر                    | ديسمبر                    | المعدل السنوي             |
| --------------------------------- | ------------------------- | ------------------------- | ------------------------- | ------------------------- | ------------------------- | ------------------------- | ------------------------- | ------------------------- | ------------------------- | ------------------------- | ------------------------- | ------------------------- | ------------------------- |
| الدرجة القصوى °م (°ف)             | 12.0 (53.6)               | 17.0 (62.6)               | 28.0 (82.4)               | 32.0 (89.6)               | 36.0 (96.8)               | 41.1 (106.0)              | 42.2 (108.0)              | 41.7 (107.1)              | 38.3 (100.9)              | 31.7 (89.1)               | 23.0 (73.4)               | 15.0 (59.0)               | 42.2 (108.0)              |
| متوسط درجة الحرارة الكبرى °م (°ف) | −6.5 (20.3)               | −2.6 (27.3)               | 4.8 (40.6)                | 13.9 (57.0)               | 19.7 (67.5)               | 23.8 (74.8)               | 27.4 (81.3)               | 27.0 (80.6)               | 20.4 (68.7)               | 12.9 (55.2)               | 1.7 (35.1)                | −4.7 (23.5)               | 11.5 (52.7)               |
| المتوسط اليومي °م (°ف)            | −12.0 (10.4)              | −8.3 (17.1)               | −1.2 (29.8)               | 6.6 (43.9)                | 12.5 (54.5)               | 16.9 (62.4)               | 19.8 (67.6)               | 19.1 (66.4)               | 12.8 (55.0)               | 5.8 (42.4)                | −3.8 (25.2)               | −10.1 (13.8)              | 4.8 (40.6)                |
| متوسط درجة الحرارة الصغرى °م (°ف) | −17.5 (0.5)               | −14.1 (6.6)               | −7.2 (19.0)               | −0.7 (30.7)               | 5.2 (41.4)                | 9.9 (49.8)                | 12.1 (53.8)               | 11.1 (52.0)               | 5.2 (41.4)                | −1.2 (29.8)               | −9.3 (15.3)               | −15.4 (4.3)               | −1.8 (28.8)               |
| أدنى درجة حرارة °م (°ف)           | −47.8 (−54.0)             | −45.6 (−50.1)             | −40.0 (−40.0)             | −28.9 (−20.0)             | −14.4 (6.1)               | −4.4 (24.1)               | 0.0 (32.0)                | 0.0 (32.0)                | −10.0 (14.0)              | −26.0 (−14.8)             | −36.5 (−33.7)             | −45.0 (−49.0)             | −47.8 (−54.0)             |
| الهطول مم (إنش)                   | 14.2 (0.56)               | 8.6 (0.34)                | 12.7 (0.50)               | 18.7 (0.74)               | 38.8 (1.53)               | 68.9 (2.71)               | 50.3 (1.98)               | 33.9 (1.33)               | 28.5 (1.12)               | 11.5 (0.45)               | 10.8 (0.43)               | 14.8 (0.58)               | 311.6 (12.27)             |
| معدل هطول الأمطار مم (إنش)        | 0.2 (0.01)                | 0.3 (0.01)                | 2.1 (0.08)                | 13.8 (0.54)               | 38.2 (1.50)               | 68.9 (2.71)               | 50.3 (1.98)               | 33.9 (1.33)               | 28.1 (1.11)               | 7.5 (0.30)                | 1.0 (0.04)                | 0.4 (0.02)                | 244.5 (9.63)              |
| متوسط تساقط الثلوج سم (إنش)       | 13.9 (5.5)                | 8.3 (3.3)                 | 10.6 (4.2)                | 4.9 (1.9)                 | 0.7 (0.3)                 | 0.0 (0.0)                 | 0.0 (0.0)                 | 0.0 (0.0)                 | 0.5 (0.2)                 | 4.1 (1.6)                 | 9.8 (3.9)                 | 14.8 (5.8)                | 67.1 (26.4)               |
| المصدر: Environment Canada        |                           |                           |                           |                           |                           |                           |                           |                           |                           |                           |                           |                           |                           |

## أعلام
- ويليام هندرسون
- رون ستيفنز
- فرد ستوري